# Acanthurus polyzona
Acanthurus polyzona és una espècie de peix pertanyent a la família dels acantúrids.

## Descripció
- Pot arribar a fer 11 cm de llargària màxima.[3]

## Hàbitat
És un peix marí, associat als esculls i de clima tropical.

## Distribució geogràfica
Es troba a l'Índic occidental: Maurici, Reunió, Madagascar i les Comores.

## Observacions
És inofensiu per als humans.